# British Airways
British Airways je največji letalski prevoznik v Združenem kraljestvu in eno največjih tovrstnih podjetij v svetu. Predvsem se ponaša z največjim številom čezatlantskih poletov. Glavni letališči družbe sta London Heathrow in London Gatwick.
British Airways je januarja leta 1976 sočasno z družbo Air France vpeljala prve nadzvočne komercialne polete z letalom Concorde. Podjetje večinoma uporablja letala Boeing, med drugim imajo v floti 47 letal tipa Boeing 747-400, s čimer so največji operator tega tipa letala na svetu.